# Michelson (cràter)

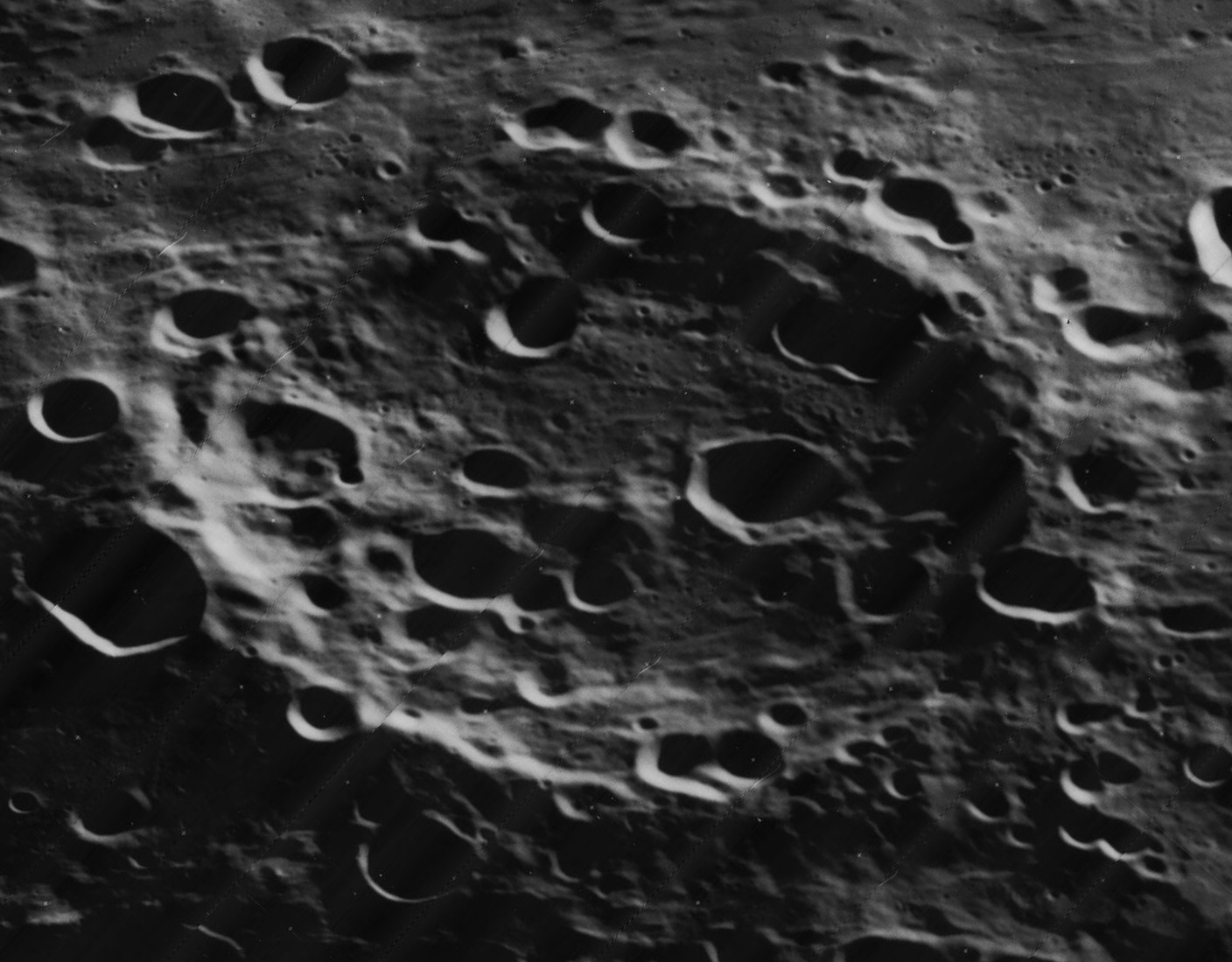
Vista de Michelson des de la Lunar Orbiter 5, mirant a l'oest

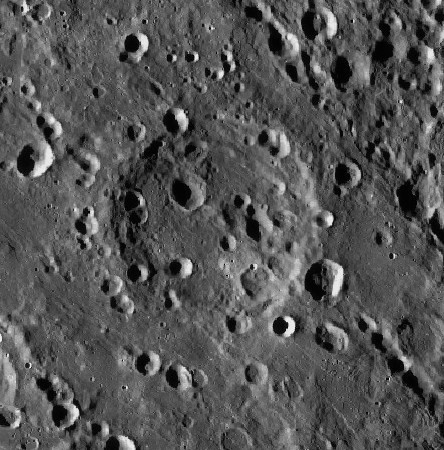
Fotografia de la missió Lunar Reconnaissance Orbiter

Michelson és un cràter d'impacte situat en la cara oculta de la Lluna. Es troba en l'extrem nord-est de la gran plana emmurallada del cràter Hertzsprung, i al sud-oest del cràter Kolhörster.

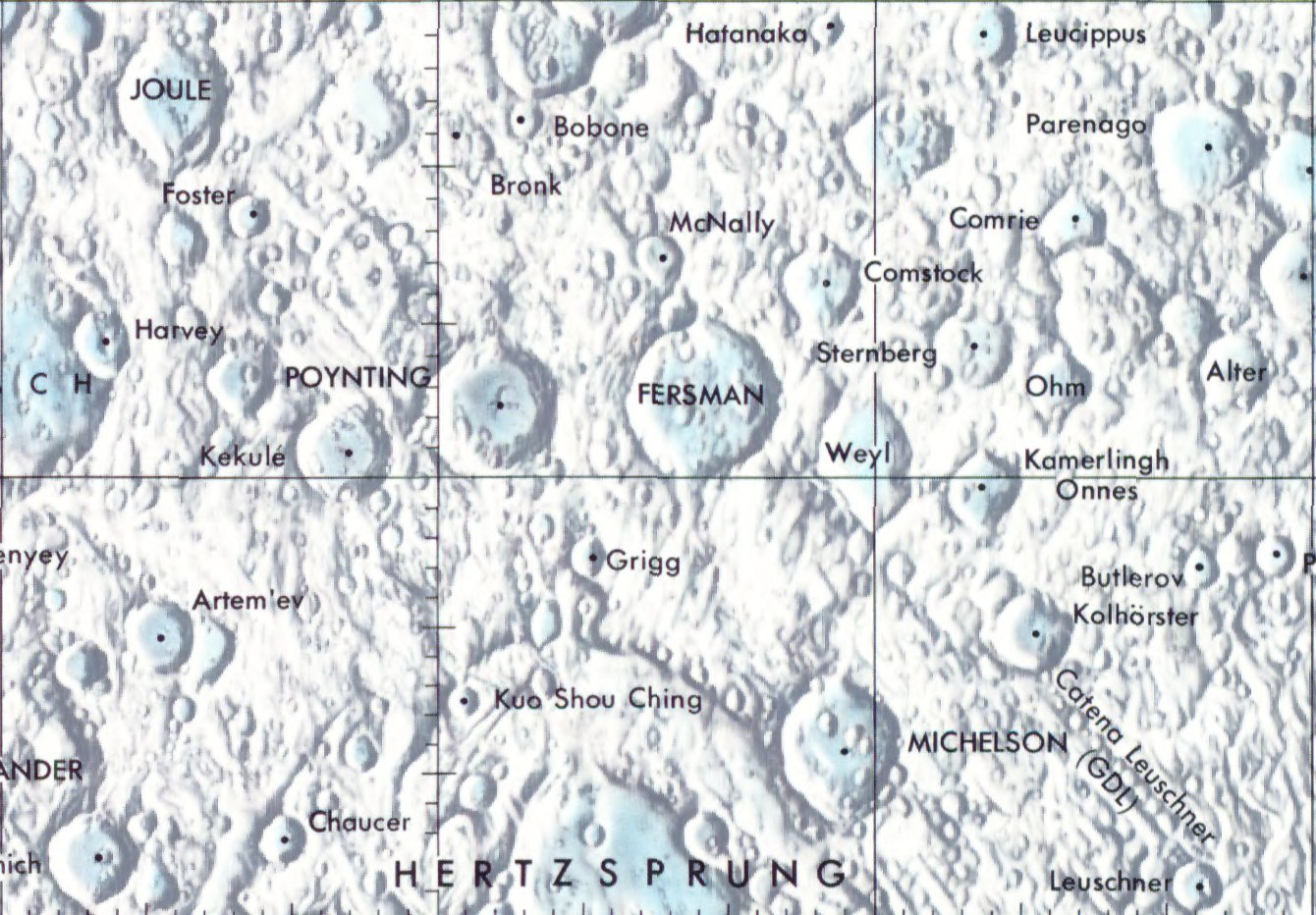
Localització de Michelson (part inferior centre-dreta de la imatge)

Es tracta d'un element molt erosionat, amb múltiples impactes en el seu contorn i en el seu interior. El brocal és aproximadament circular, però es presenta una forma relativament desigual a causa d'aquests cràters més petits. Tot el sòl interior està marcat per petits cràters, incloent impactes en els sectors nord, oest i sud-est de la vora.
Al sud-est de la vora externa es localitza una cadena d'impactes denominada Catena Michelson, disposada radialment respecte a la conca d'impacte del Mare Orientale, i passa prop de la vora exterior del cràter Grachev.

## Cràters satèl·lit
Per convenció aquests elements són identificats en els mapes lunars posant la lletra en el costat del punt mitjà del cràter que està més prop de Michelson.
|           | \| Michelson \| Coordenades \| Diàmetre \| \| --------- \| ------------------------------------ \| -------- \| \| G \| 5° 42′ N, 118° 48′ O / 5.7°N,118.8°O \| 27 km \| \| H \| 4° 36′ N, 116° 48′ O / 4.6°N,116.8°O \| 35 km \| \| V \| 8° 00′ N, 124° 24′ O / 8.0°N,124.4°O \| 20 km \| \| W \| 7° 30′ N, 121° 18′ O / 7.5°N,121.3°O \| 25 km \| |          |
| Michelson | Coordenades | Diàmetre |
| G         | 5° 42′ N, 118° 48′ O / 5.7°N,118.8°O | 27 km    |
| H         | 4° 36′ N, 116° 48′ O / 4.6°N,116.8°O | 35 km    |
| V         | 8° 00′ N, 124° 24′ O / 8.0°N,124.4°O | 20 km    |
| W         | 7° 30′ N, 121° 18′ O / 7.5°N,121.3°O | 25 km    |